# Xuân Thịnh (xã)
Xuân Thịnh là một xã thuộc thị xã Sông Cầu, tỉnh Phú Yên, Việt Nam.

## Địa lý
Xã Xuân Thịnh nằm ở phía đông thị xã Sông Cầu, trên bán đảo Xuân Thịnh, có vị trí địa lý:
- Phía đông giáp Biển Đông
- Phía tây và phía nam giáp xã Xuân Phương
- Phía bắc giáp xã Xuân Cảnh.

Xã Xuân Thịnh có diện tích 34,12 km², dân số năm 2023 là 13.098 người, mật độ dân số đạt 383 người/km².

## Hành chính
Xã Xuân Thịnh được chia thành 4 thôn: Hòa Hiệp, Phú Dương, Từ Nham, Vịnh Hòa.

## Lịch sử
Dưới thời Việt Nam Cộng hòa, xã Xuân Thịnh thuộc quận Sông Cầu, tỉnh Phú Yên.
Sau năm 1975, thành lập huyện Đồng Xuân trên cơ sở quận Sông Cầu và quận Đồng Xuân. Xã Xuân Thịnh trực thuộc huyện Đồng Xuân.
Ngày 30 tháng 9 năm 1981, Hội đồng Bộ trưởng ban hành Quyết định số 100-HĐBT về việc thành lập xã Xuân Phương trên cơ sở tách các thôn: Dân Phú I, Dân Phú II, Phú Mỹ của xã Xuân Thịnh.
Ngày 27 tháng 6 năm 1985, Hội đồng Bộ trưởng ban hành Quyết định số 189-HĐBT về việc thành lập huyện Sông Cầu thuộc tỉnh Phú Khánh trên cơ sở một phần của huyện Đồng Xuân. Xã Xuân Thịnh trực thuộc huyện Sông Cầu.
Ngày 27 tháng 8 năm 2009, Chính phủ ban hành Nghị quyết số 42/NQ-CP về việc thành lập thành thị xã Sông Cầu thuộc tỉnh Phú Yên trên cơ sở toàn bộ huyện Sông Cầu. Xã Xuân Thịnh trực thuộc thị xã Sông Cầu.